# Dolichosomastis dorsilinea
Dolichosomastis dorsilinea là một loài bướm đêm trong họ Noctuidae.